# CEP55
CEP55‏ (Centrosomal protein 55) هوَ بروتين يُشَفر بواسطة جين CEP55 في الإنسان.